# خطیب و علمی
خطیب اند علمی (انگلیسی: Khatib and Alami) شرکت ساخت‌وساز لبنانی است، که در سال ۱۹۶۴ تأسیس شد.